# الطريق الأوروبي E43
الطريق الأوروبي E43 هو طريق من شبكة الطرق الأوروبية الدولية، يربط بيلينزونا في سويسرا عبر خور (سويسرا) وأولم بألمانيا إلى فورتسبورغ بألمانيا.